# Вальчепина, Арианна
Арианна Вальчепина (итал. Arianna Valcepina; род. 5 сентября 1994 или 9 мая 1994, Сондало, Ломбардия) — итальянская конькобежка, специализирующаяся в шорт-треке. Серебряный призёр Олимпийских игр 2022 года в смешанной эстафете, 2-кратная бронзовая призёр чемпионата мира, двукратная призёр чемпионата Европы.

## Биография
Арианна Вальчепина начала кататься на коньках в возрасте 6-ти лет в Бормио, последовав по стопам своих старших сестёр Мартины и Алисии. Как и Мартина Арианна стартовала в 2004 году в детских соревнованиях и также выиграла кубок Санта Клауса в своей категории. В 2007 году выиграла чемпионат Италии среди девушек младшей группы, и в 2010 году вновь стала национальной чемпионкой среди девушек. В 2011 году участвовала на юниорском чемпионате мира в Курмайоре и в эстафете заработала золотую медаль, в общем зачёте была 17-й. На следующий год выступала на чемпионате Европы в Млада Болеславе, где смогла занять с эстафетной командой 2-е место.
Следующий успех пришёл в 2015 году на чемпионате мира в Москве, где Арианна помогла команде выиграть бронзу в эстафете. В январе 2016 заняла второе место на чемпионате Италии в многоборье, и бронзу на чемпионате Европы в Сочи, также выиграла на этапах кубка мира в эстафете в Дордрехте и Дрездене. В начале 2017 года на чемпионате Европы в Турине в эстафете выиграла золотую медаль с Лючией Перетти, Сесилией Маффеи и Арианной Фонтаной и Мартиной Вальчепиной. В 2021 году на чемпионате мира в Дордрехте выиграла бронзу в эстафете с Арианной Фонтаной, Синтией Машитто, Арианной Сигель и Мартиной Вальчепиной.
На XXIV зимних Олимпийских играх в феврале 2022 года в Пекине, в первый день соревнований 5 февраля 2022 года в составе смешанной эстафетной команды завоевала серебряную олимпийскую медаль.